# Allium inutile
Allium inutile är en amaryllisväxtart som beskrevs av Tomitaro Makino. Allium inutile ingår i släktet lökar, och familjen amaryllisväxter. Inga underarter finns listade i Catalogue of Life.